# مرجاس غربي
مرجاس غربي (الاسم العلمي:Auriscalpium occidentale) هو نوع من الفطريات يتبع جنس المرجاس من الفصيلة المرجاسية.